# Пицаманос, Герасимос
Герасимос Пицаманос (греч. Γεράσιμος Πιτσαμάνος, итал. Gerasimo Pizzamano; 6 марта 1787, Аргостолион — 5 декабря 1825, Керкира) — греческий архитектор и художник начала 19-го века.

## Биография
Герасимос Пицаманос родился в городе Аргостолион острова Кефалиния 6 марта 1787 года.
В этот период Ионические острова оставались под контролем Венецианской республики.
Семья Пицаманоса происходила с острова Крит. Его дед, священник и художник, Константинос Пицаманос, обосновался на острове Закинфе, где в 1691 году построил храм Святых Бессребреников. Отец Герасима, Викентиос Пицаманос, также был священником и художником. Герасим, с малого возраста, проявил свои способности в живописи. Первым его учителем стал отец, после чего на Закинфе он учился живописи у Николаоса Кантуниса.
В 1797 году, по условиям Кампо-Формийского мира, острова перешли под французский контроль, а в 1800 году была учреждена Республика Семи Островов под российским протекторатом.
В 1802 году Герасимос вступил в армию Республики и к 1807 году получил звание капитана инженерных войск Республики Семи Островов. После того как Ионические острова были вновь заняты французами, Пицаманос был назначен директором топографической службы и ему была поставлена задача топографического отображения островов и побережья близлежащего Эпира. В 1809 году он возглавил дипломатическую миссию к Али -паше Тепеленскому.
В марте того же года он был послан, «по приказу Наполеона»,
для дальнейшей учёбы в Рим.
Пицаманос не ограничился живописью, но учился также архитектуре и скульптуре. Был дружен с итальянским скульптором Канова, Антонио.
В 1812 году римская Академия Святого Луки провозгласила его почётным членом.
Исследователь Яннис Керофиллас утверждает, что в этот период Пицаманос завоевал благосклонность Наполеона и именует его «личным художником Бонапарта».
Сайт Национальной галереи Греции пишет, что «Пицаманосу был поручен проект триумфальной арки, в честь бракосочетания Наполеона и его побед в Германии. Проект был представлен в Капитолии и Наполеон наградил Пицаманоса орденом Воссоединения».
В 1814 году Пицаманос вернулся на Ионические острова, где получил назначение на государственную службу инженером и архитектором.
В начале 1815 года и после изменения статуса Ионических островов, он уехал в Париж. Здесь он познакомился с греческим просветителем Адамантием Кораисом. Кораис безуспешно пытался убедить его отправиться работать преподавателем искусств, в учреждённую им академию на острове Хиос.
Англичане, получившие по окончании Наполеоновских войн контроль над Ионическими островами, в 1817 году пригласили Пицаманоса преподавать в Ионической Академии.
В 1818 году Пицаманос и шотландский генерал Фредерик Адам предприняли поездку по Ионическим островам и по оккупированным османами греческим землям. Пицаманос посетил Патры, Афины, Фивы (Греция), острова Эгейского моря и Константинополь. На протяжении всего путешествия он зарисовывал памятники и простых людей.
Он прибыл в Константинополь накануне Греческой революции, в 1820 году. Здесь он был посвящён в тайную греческую революционную организацию Филики Этерия.
Пицаманос был уже достаточно известным архитектором. Российский министр Иоанн Каподистрия, чей портрет Пицаманос в своё время написал в Париже, пригласил земляка работать в России, в качестве придворного архитектора.
Во время своего пребывания в России, Пицаманос тяжело заболел и вернулся на Керкиру, где умер 5 декабря 1825 года.

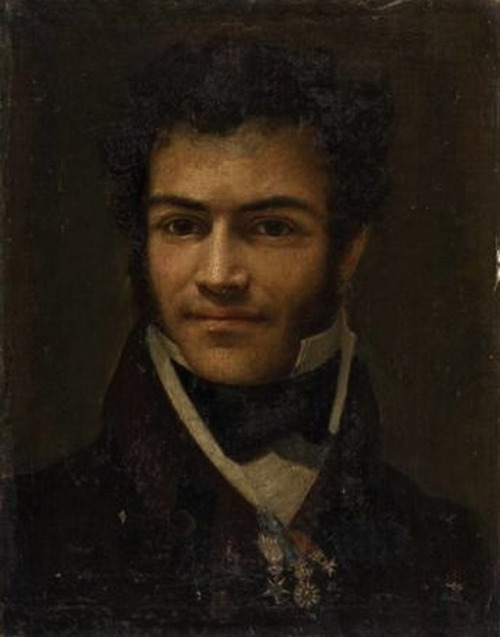
Автопортрет −1817 год

## Трактат
Пицаманос написал на итальянском языке и издал на Керкире в 1820 году трактат о архитектуре и изобразительном искусстве, под заголовком: «Saggio d' Architettura civile con alcune congnizioni comuni a tutte le belle arti del Cavalier Gerasimo Pizzamano di Cefalonia, archeologo, pittore ed ingeniere».

## Работы
Более сотни акварелей Пицаманоса и множество зарисовок костюмов хранятся в Национальном Историческом музее Афин.·
Характерными образцами его акварелей являются Мужчина из Мани, Афинянин учитель, Знатная афинянка с дочерью[http://www.nhmuseum.gr/pop_print.php?lang=1%CE%20%C2%B2%CE%BF%CE%20%C2%BD%CE%92...&wh=1&the1id=1&the2id=7&the3id=17&the4id=30&theid=30&open1=1&open2=7&open3=17&thepid=677&thepid=677 (недоступная+ссылка)] (недоступная ссылка), Акушерка и медсестра на острове Кея,  Пронаос Святой Софии, Мужчина из Фанара, Костюмы острова Тинос, Костюмы жителей острова Керкира и знати острова Закинф.
Пицаманос является также автором эмблем Семиостровной Республики  Архивная копия от 8 марта 2014 на Wayback Machine. Среди портретов Пицаманоса числятся портрет Панайотиса Бенакиса  Архивная копия от 21 февраля 2014 на Wayback Machine, Госпожа с рыбой в аквариуме  Архивная копия от 27 декабря 2013 на Wayback Machine, портрет Томаса Метланда (Sir Thomas Maitland (1759—1824)  Архивная копия от 22 февраля 2014 на Wayback Machine, Иоанна Каподистрия  Архивная копия от 22 февраля 2014 на Wayback Machine,  Архивная копия от 22 февраля 2014 на Wayback Machine,  Архивная копия от 22 февраля 2014 на Wayback Machine.
В общей сложности 250 картин и зарисовок Пицаманоса хранятся сегодня в Историческом музее Афин.